# Quemado de Güines
Quemado de Güines là một đô thị và thành phố ở tỉnh Villa Clara của Cuba.
Khu định cư này được lập năm 1667.

## Dân số
Năm 2004, đô thị Quemado de Güines có dân số 22.590 người. với diện tích 338 km² (130,5 mi²), và mật độ dân số 66,8người/km² (173người/sq mi).
Đô thị này được chia thành các barrio Caguaguas, Carahatas, Güines, Paso Cavado, Poblado, San Valentín và Zambumbia.